# Rudolphina Swanida Wildrik
Rudolphina Swanida Wildrik (Zutphen, 8 december 1807 – Arnhem, 23 februari 1883) was een Nederlands kunstschilder in de 19e eeuw.

## Familie
Wildrik werd geboren in 1807 in Zutphen als oudste in een gezin met twaalf kinderen. Zij was de dochter van de patriot Berent Wildrik (1754-1831), advocaat en landsbestuurder van de Bataafse Republiek en zijn derde echtgenote Sara Cornelia Koyman. Rond 1820 verhuisden haar ouders met het gezin naar de boerderij de Rijkenbarg in Ruurlo. Hier erfde Berent Wildrik ruim 37 hectare grond van zijn moeder. Na zijn dood in 1831 werden zijn eigendommen en de boerderij verkocht aan Willem baron van Heeckeren. Het gezin mocht blijven wonen op de boerderij.

## Kunstenares
Tijdens haar jeugd heeft Wildrik vermoedelijk al teken- en schilderlessen gehad en in 1836 nam zij deel aan haar eerste expositie met twee landschapsschilderijen op de Amsterdamse Tentoonstelling van Levende Meesters. Vervolgens zou Wildrik ieder jaar van haar leven exposeren op deze tentoonstelling. Tussen 1836 en 1882 stuurde zij ongeveer 57 werken in, iets wat voor een vrouwelijke kunstenaar in de negentiende eeuw een behoorlijk aantal is. Onderwerpen op deze schilderijen betroffen vooral landschappen en later voornamelijk stillevens met bloemen, vruchten en dood gevogelte.

Wildrik verdiende geld met haar schilderijen. Zij verkocht ze voor bedragen die lagen tussen de vijfenveertig en tweehonderd gulden, maar of dit voldoende was om van te leven is onduidelijk. Uit correspondentie met haar broer Jan Wildrik (1815-1882) blijkt dat het rondkomen van de verkoop van schilderijen in ieder geval niet eenvoudig was: 
“Ik zie uit uw brief [dat] gij u nog voortdurend bezig houdt met schilderen en weer enige stukjes naar de tentoonstelling hebt verzonden, zeker om te verkopen; brengt dat van tijd tot tijd nog iets al iets op? Ik denk en hoop ja, want anders zou U hier niet zo een aanhoudende ijver voor gevoelen”.
In 1839 had Rudolphina Wildrik het plan bedacht om naar Dordrecht ter verhuizen om er tekenles te gaan geven aan ‘fatsoenlijke jongedames’. Dit zou haar onafhankelijkheid geven en genoeg vrije tijd om zelfs haar schilderkunsten voort te zetten, vergelijkbaar met het leven van een gouvernante. Het is echter vooralsnog onduidelijk of zij dit plan heeft uitgevoerd.

## Kostschool De Tafelberg
Wildrik woonde in 1842 een korte tijd in Deventer, maar verhuisde twee jaar later samen met haar zus Petronella Johanna (1808-1853) naar Oosterbeek, nabij Arnhem. Hier stichtten de zussen in 1848 kostschool de Tafelberg voor welgestelde jongedames die in 1902 ophield te bestaan nadat het landhuis werd verkocht aan NV. l’ Union, Maatschappij tot exploitatie van Hotels en Restaurants te Haarlem. Petronella Wildrik had twee jaar voor de stichting een ‘Akte van algemene toelating tot schoolhouderesse’ behaald en was daarnaast ook bevoegd om les te geven in onder andere Nederlands, Duits, Frans, Engels, geschiedenis en aardrijkskunde. Behalve in deze vakken kregen de meisjes op de kostschool ook les in huishoudelijke taken. Ook werd er teken- en schilderles gegeven waarvoor speciaal de stilleven-kunstenares Maria Vos (1824-1906) werd aangesteld. Rudolphina Wildrik nam zelf ook deel aan de lessen en haar werk vertoont dan ook veel overeenkomsten met dat van Maria. Maria en Rudolphina hebben in opdracht van vooraanstaande families ook samen werken vervaardigd, met name bovendeurstukken en schoorsteenstukken.

## Overlijden
Na de dood van haar zus Petronella in 1853 bleef Rudolphina Wildrik leiding geven aan de kostschool. Er bestaat onduidelijkheid over het jaartal waarin Wildrik haar functie heeft neergelegd, zowel 1860 als 1867 worden genoemd in verschillende bronnen. Bij haar afscheid ontving zij een zogenaamd album amicorum met daarin tekeningen, aquarellen en gedichten van haar leerlingen. Hierin staan ook tekeningen van de stilleven kunstenares Anna Abrahams (1849-1930) die tekenles heeft gehad van Rudolphina. Na het afscheid ging zij in Arnhem wonen, waar zij op 23 februari 1883 op 76-jarige leeftijd overleed.

## Reputatie
Het werk van Wildrik wordt vaak als amateuristisch bestempeld omdat haar werken soms levendigheid missen en stijf kunnen voorkomen. Toch lijkt deze amateurstatus niet terecht. In haar correspondentie met haar broer Jan blijkt dat zij haar kunstenaarschap uiterst serieus nam. Bovendien wijdde zij haar hele leven aan de schilderkunst, exposeerde vaak op tentoonstellingen en gaf tekenles. Tegenwoordig worden haar stillevens als fraai beschouwd en vinden zij nog steeds aftrek in de kunsthandel.